# The American Spectator
The American Spectator ist eine amerikanische konservative und libertäre Monatszeitschrift.
Gegründet wurde der The American Spectator unter dem Titel The Alternative, An American Spectator 1967 vom späteren Herausgeber und leitendem Redakteur Tyrrell und anderen Studenten der Indiana University in Bloomington. Bis in die späten 1980er Jahre wurden Autoren wie Thomas Sowell, Tom Wolfe, P. J. O’Rourke, George F. Will, Malcolm Gladwell, Pat Buchanan und Malcolm Muggeridge in kleinen Auflagen verbreitet.
Tyrrell hatte zunächst eine konservative Alternative zum studentischen Radikalismus der 1960er geplant, der sich am britischen konservativ-intellektuellen The Spectator. orientierte. Während der Präsidentschaft von Ronald Reagan zog das Magazin von Bloomington in Indiana nach Washington, D.C.
Das Magazin wurde in den 1990er Jahren mit kritischen Berichten über Bill Clinton überregional bekannt, die größtenteils von David Brock recherchiert und geschrieben wurden. Brock distanzierte sich später davon. Finanziell unterstützt wurde die entsprechende Skandalberichterstattung durch das sogenannte Arkansas Project. Dasselbe hatte der schwerreiche Geschäftsmann Richard Mellon Scaife und seine Bradley Foundation ins Leben gerufen, um Material für ein Amtsenthebungsverfahren von Präsident Clinton zu sammeln. Im Umfeld der Dotcom-Blase 2000–2003 gehörte die Zeitschrift George Gilder, der den Fokus stärker auf Technologie legte und kam dann wieder zurück zu den alten Eigentümern. Die Auflagen liegen bei etwa 50.000 Exemplaren jährlich.